# Pittsburgh Steelers
Die Pittsburgh Steelers sind eine American-Football-Mannschaft der amerikanischen Profiliga National Football League (NFL) aus Pittsburgh, Pennsylvania. Sie gehören gemeinsam mit den Baltimore Ravens, den Cincinnati Bengals und den Cleveland Browns der Northern Division innerhalb der American Football Conference (AFC) an.
Die Steelers erreichten bisher achtmal den Super Bowl und verließen den Platz sechsmal als Sieger. Den Super Bowl XLIII in Tampa am 1. Februar 2009 gewannen die Steelers gegen die Arizona Cardinals mit 27:23 und sind damit das erfolgreichste Team des seit 1967 ausgetragenen Super Bowls, gemeinsam mit den New England Patriots, die den Titel beim Super Bowl LIII ebenfalls zum sechsten Mal erringen konnten.

## Geschichte
Die Steelers gehören zu den sieben ältesten noch existierenden Teams der NFL. Sie wurden 1933 unter dem Namen Pittsburgh Pirates von Arthur Joseph Rooney gegründet und in die Eastern Division der damals zehn Teams umfassenden NFL integriert. Ihren ersten Divisionstitel durften die Steelers allerdings erst knapp 40 Jahre später feiern. Erst 1940 erfolgte die Umbenennung in Steelers, um der Bedeutung der Stahlindustrie in und um Pittsburgh Rechnung zu tragen. 1943 fusionierten die Pittsburgh Steelers aufgrund des Zweiten Weltkriegs mit den Philadelphia Eagles und traten gemeinsam unter dem Namen Philadelphia-Pittsburgh „Steagles“ an. Ein Jahr später wurde das Team wieder eigenständig.
Die Steelers waren in der frühen Nachkriegszeit eines der schwächsten Teams, was sich eher zufällig mit der Fusion der NFL und der Konkurrenzliga AFL änderte. Die Steelers wurden in die neue, als weniger attraktiv empfundene American Football Conference eingeteilt, und als Entschädigung bekamen sie 3 Millionen US-Dollar, was für die chronisch klammen Steelers viel wert war. Auf dieser Grundlage baute Head Coach Chuck Noll ein starkes Team auf, so dass sie zwischen 1975 und 1980 in sechs NFL-Spielzeiten vier Mal den Super Bowl gewannen. Noll war ein progressiver Coach, der den Spielern sowohl auf dem Spielfeld als auch privat viel Freiraum ließ, was sie ihm mit vielen Erfolgen dankten. Das Herzstück der Steelers war die Defensive Line, die den Ehrennamen „The Steel Curtain“ (dt. „Der Stahlvorhang“) bekamen, da die Linemen um „Mean“ Joe Greene, L. C. Greenwood, Ernie Holmes und Dwight White sowohl das gegnerische Lauf- als auch Passspiel kaum zur Entfaltung brachten. Exzellente Offensivspieler waren Quarterback Terry Bradshaw und Runningback Franco Harris, die 1970 bzw. 1972 bei den Steelers ihre NFL-Karriere begannen. Am 23. Dezember 1972 erzielten die Steelers in einem Heimspiel gegen ihren Rivalen Oakland Raiders in den letzten dreißig Sekunden einen Touchdown-Sieg durch einen Pass, der als Immaculate Reception (Wortspiel, deutsch etwa Unbefleckte Empfängnis) in die Geschichte der NFL eingegangen ist und bis heute als einer der berühmtesten und berüchtigtsten Spielentscheidungen im American Football gilt. 1974 gelang Noll beim NFL Draft ein historischer Coup, als er mit den beiden Wide Receivern Lynn Swann und John Stallworth sowie Linebacker Jack Lambert und Center Mike Webster vier künftige Mitglieder der Pro Football Hall of Fame zog, was bis heute einzigartig ist.
In den 1980er-Jahren versanken die Steelers im Mittelmaß, doch in den 1990er-Jahren baute Head Coach Bill Cowher ein neues Team mit einer starken Offensive Line auf. Nachdem der Super Bowl XXX gegen die favorisierten Dallas Cowboys noch mit 17:27 verloren wurde, gelang zehn Jahre später der große Wurf, als sie im Super Bowl XL die Seattle Seahawks (u. a. durch den ersten Super-Bowl-Touchdown-Wurf eines Wide Receivers, Antwaan Randle El) mit 21:10 besiegten. Herzstück dieses Teams war ein ausgeglichenes Team, das sowohl in Quarterback Ben Roethlisberger und Runningback Jerome Bettis in der Offense als auch mit Strong Safety Troy Polamalu vielfache Pro-Bowl-Spieler in der Defensive hatten. Unter dem neuen Head Coach Mike Tomlin (den erst dritten Cheftrainer der Steelers seit 1969) holten die Steelers im Super Bowl XLIII den sechsten Finalsieg, als sie die Arizona Cardinals mit 27:23 schlugen. Hierbei profitierten sie Sekunden vor Schluss der ersten Halbzeit von einem 100-Yards-Interception-Touchdown von Linebacker James Harrison. Zwei Jahre später erreichten sie den Super Bowl XLV, verloren aber gegen die Green Bay Packers mit 25:31. Seitdem erreichten die Steelers noch mehrmals die Play-offs, unterstützt durch die neuen Pro-Bowl-Spieler Antonio Brown (Wide Receiver), Le’Veon Bell (Runningback), Lawrence Timmons (Linebacker), David DeCastro (Guard) sowie Maurkice Pouncey (Center).

## Fankultur

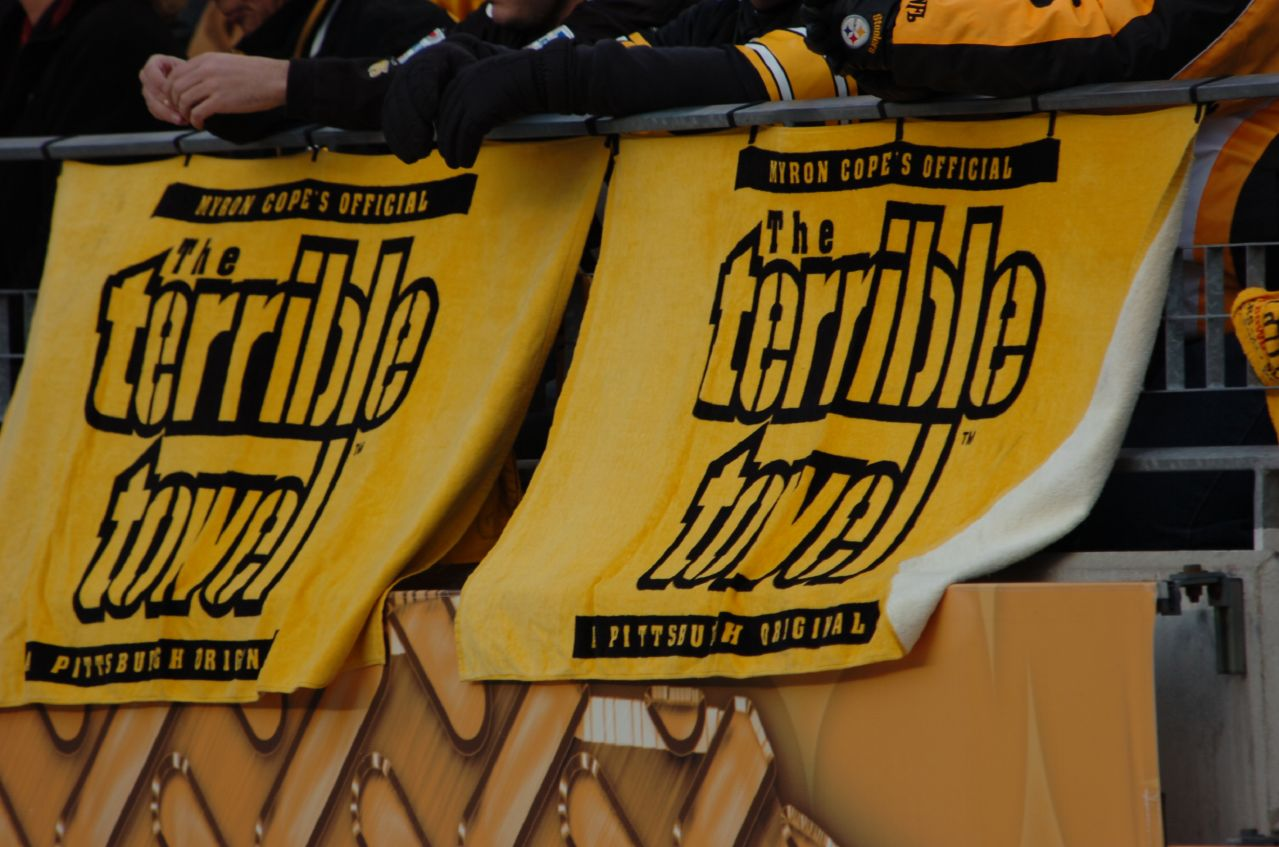
Das „Terrible Towel“ ist häufig bei Steelers-Fans anzutreffen.

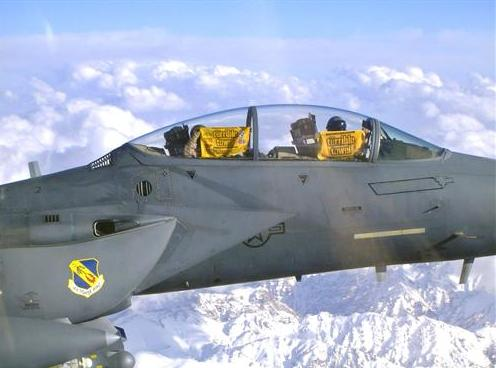
Air Force F-15E Strike Eagle Piloten zeigen ihr Terrible Towels in der Luft über Afghanistan

### Terrible Towel
Die Steelers-Fans organisieren sich in der „Steeler Nation“, und zu Spielen verwenden sie oft einen der wohl bekanntesten Merchandise-Artikel der NFL, das sog. „Terrible Towel“ (dt.: furchtbares Handtuch). Der Steelers-Radiomoderator Myron Cope hat 1975 das schwarz-goldene Handtuch, das damals als Werbeaktion dienen sollte, und dessen Namen erfunden, um die Fans näher an das Team zu binden. Cope sagte, er habe etwas erfinden wollen, das jeder hat und das im Stadion den Vorder- oder Nebenmann nicht gefährdet. Der Name zeige mysteriöse Assoziationen auf, wofür Phantasie gebraucht würde. Das Handtuch, das während der Spiele in den kalten Wintertagen von Pennsylvania u. a. zum Sitzen, zum Schutz, zum Wärmen und zum Schwenken verwendet werden kann, gilt als Kult-Fanobjekt und wurde bis heute millionenfach verkauft. 1996 gab Cope die Lizenz für das Terrible Towel an die Allegheny Valley School, eine Einrichtung für Behinderte in Coraopolis westlich von Pittsburgh, in der sein autistischer Sohn damals seit über 20 Jahren lebte. Es wurde zur Tradition für die Fans, ihr Handtuch mit in den Urlaub zu nehmen, um an bekannten Touristenattraktionen oder außergewöhnlichen Orten Fotos von ihm zu machen. Mit dem Terrible Towel ist auch Aberglaube verbunden: Am 18. Dezember 2016 versuchte der Runningback der Cincinnati Bengals, Jeremy Hill, nach einem Touchdown ein Terrible Towel zu zerreißen. Sein Team verlor daraufhin trotz Vorsprungs, und Hill musste später mit einer Verletzung das Feld verlassen. Pittsburgh-Spieler Ramon Foster sagte dazu: "Ich hasse es zu sagen, dass das Handtuch verflucht ist, aber so etwas kannst du einfach nicht tun."
Zu Copes Rentenantritt im Jahr 2005 sagte der Vorsitzende des Teams, Dan Rooney: "Du warst wirklich Teil des Teams. Das Terrible Towel hat uns viele Male über die Ziellinie gebracht."

### Werbeclip
„Mean“ Joe Greene drehte 1979 mit Coca-Cola einen der bekanntesten Werbeclips der 1970er-Jahre, in dem er verletzt aus dem Spielfeld humpelt und einem kleinen Fan, der ihm zum Trost eine Colaflasche gibt, sein Trikot mit den Worten „Hey Kid, Catch!“ (dt.: Hey, Junge, fang!) zuwirft. Dieser preisgekrönte und oft parodierte Clip wurde 2011 von Business Insider zu einem der 10 besten Werbeclips überhaupt gewählt.

### Fanrivalitäten
Als Erzrivalen der Steelers-Fans gelten die Baltimore Ravens und zu einem geringeren Maße die Cleveland Browns und die Cincinnati Bengals. Historische Rivalitäten, die aus den 1970er-Jahren stammen, bestehen zu den Oakland Raiders und den Dallas Cowboys.

### Prominente Fans
Zu prominenten Steelers-Fans zählen u. a. der Autor John Grisham, der Golfer Arnold Palmer, der Schauspieler Michael Keaton, die Rapper Snoop Dogg, Wiz Khalifa und Mac Miller sowie der Komiker Adam Sandler, der 1997 die Single Lonesome Kicker veröffentlichte. Im Video erscheinen mehrere Steelers-Spieler wie Jerome Bettis und Kordell Stewart.

## Farben, Logo und Spielkleidung
Das Steelers-Logo wurde 1962 eingeführt und basiert auf einem alten Logo der United States Steel Corporation. Es beinhaltet das Wort „Steelers“, flankiert von drei Astroiden (einer Sonderform der Hypozykloide). Die gelbe Hypozykloide steht für Kohle, die rote für Eisenerz und die blaue für Stahlschrott.
Die Team-Farben sind schwarz und gold, während die Helme schwarz sind und einen mittleren goldenen Streifen aufweisen. Als einziges NFL-Team tragen die Steelers ihr Logo nur auf einer Seite ihrer Helme – auf der rechten Seite. Anfangs wollte man so testen, wie das Logo den Gesamteindruck des Helms beeinflusst. Fortan wurde diese Lösung immer populärer, und man beschloss, dabei zu bleiben.
Seit den 1960er-Jahren besteht die Spielkleidung der Steelers aus goldenen Hosen und schwarzen Trikots bei Heimspielen oder weißen Trikots bei Auswärtsspielen.

### Preise für Akteure
NFL Coach of the Year Award (1)
- 1992 Bill Cowher
- 2004 Bill Cowher
- 2008 Mike Tomlin

Defensive Rookie of the Year: (3)
- 1969 Joe Greene
- 1974 Jack Lambert
- 2001 Kendrell Bell

Offensive Rookie of the Year: (4)
- 1958 Jimmy Orr
- 1972 Franco Harris
- 1984 Louis Lipps
- 2004 Ben Roethlisberger

Defensive Player of the Year: (7)
- 1972 Joe Greene
- 1974 Joe Greene
- 1975 Mel Blount
- 1976 Jack Lambert
- 1993 Rod Woodson
- 2008 James Harrison
- 2010 Troy Polamalu
- 2021 T.J. Watt

NFL Most Valuable Player: (2)
- 1946 Bill Dudley
- 1978 Terry Bradshaw

Super Bowl Most Valuable Player: (6)
- IX Franco Harris (1975)
- X Lynn Swann (1976)
- XIII Terry Bradshaw (1979)
- XIV Terry Bradshaw (1980)
- XL Hines Ward (2006)
- XLIII Santonio Holmes (2009)

### Trikotnummern, die nicht mehr vergeben werden
- #70 - Ernie Stautner

Stautner wurde am 20. April 1925 in Prienzing im Bayerischen Wald geboren und wanderte mit seiner Familie nach Nordamerika aus, als er drei Jahre alt war. In Deutschland wurde Stautner einem größeren Publikum bekannt, als er von 1995 bis 1997 das Profiteam der Frankfurt Galaxy coachte und mit dem Team 1995 den World Bowl gewann. Er verstarb am 16. Februar 2006.
- #75 - Charles Edward Greene

Charles Edward „Mean Joe“ Greene wurde am 24. September 1946 in Elgin (Texas) geboren. Bereits auf der High School begann er Football zu spielen und fiel schon früh durch seine Körpergröße von 190 cm auf. Während seiner Zeit in der NFL, die er von 1969 bis 1981 ausschließlich bei den Steelers verbrachte, war er der Kopf des sogenannten „Steel Curtain“, jener legendären Defense der Pittsburgh Steelers, die in den 1970ern vier Meisterschaften gewinnen konnte. In seinem Rookie-Jahr trug er noch die #72, bevor er im Jahr darauf die #75 bekam. Er wurde in den Jahren 1972 und 1974 zum „Defensive Player of the Year“ gewählt und 1987 in die „Hall of Fame“ aufgenommen. Nach seiner aktiven Laufbahn arbeitete er von 1987 bis 2004 als Assistenztrainer, wiederum bei den Pittsburgh Steelers, danach bei den Miami Dolphins und zuletzt bei den Arizona Cardinals. In der Zeit bis zu seinem Ruhestand 2013 arbeitete er in der Verwaltung der Steelers. Obwohl die Pittsburgh Steelers dafür bekannt sind, auch die Nummern von verdienten Spielern nach der aktiven Laufbahn neu zu vergeben, wurde die #75 nach dem Karriereende von Joe Greene nie wieder vergeben und offiziell am 2. November 2014 vor dem Spiel in der Regular Season gegen die Baltimore Ravens zurückgezogen. Joe Greene ist verheiratet, hat 3 Kinder und lebt in Flower Mound (Texas).
- #32 - Franco Harris

Franco Dok Harris wurde am 7. März 1950 in Fort Dix geboren. Er wurde von den Steelers in der ersten Runde des NFL Drafts 1971 als dreizehnter Spieler gedraftet und spielte fortan zwölf Jahre für sie als Running Back. Wie Joe Greene gewann er alle vier Super Bowls in den 1970ern mit den Steelers, wobei er mit insgesamt 101 Carries und 354 Yards immer noch gültige Rekorde aufstellte. Er erzielte 11950 Yards mit Laufspielzügen für die Steelers, was ihn in die Nähe des 'All Time Yardage Lead'-Rekords brachte. Harris starb am 20. Dezember 2022, wenige Tage vor dem Spiel der Steelers gegen die Oakland Raiders, in dem seine 'Jersey Retirement'-Zeremonie geplant war anlässlich des fünfzigsten Jubiläums der Immaculate Reception, des Spielzugs, der ihn in den Augen der Steelers-Fans unsterblich gemacht hatte.

### Steelers in der Pro Football Hall of Fame
Bisher wurden 37 Personen aus dem Umfeld der Steelers in die Pro Football Hall of Fame aufgenommen.
| Trikotnummer | Name                 | Position                 | Für Pittsburgh Aktiv       | Jahr der Aufnahme |
| ------------ | -------------------- | ------------------------ | -------------------------- | ----------------- |
| –            | Bert Bell            | Miteigentümer Head Coach | 1941–1946 1941             | 1963              |
| 36           | Cal Hubbard          | T                        | 1936                       | 1963              |
| 24           | John „Blood“ McNally | FB                       | 1934, 1937–38              | 1963              |
| –            | Art Rooney           | Gründer, Besitzer        | 1933–1988                  | 1964              |
| 35           | Bill Dudley          | RB, DB                   | 1942, 1945–46              | 1966              |
| 35           | Walt Kiesling        | G Head Coach             | 1936–1938 1939–44, 1954–56 | 1966              |
| 22           | Bobby Layne          | QB                       | 1958–1962                  | 1967              |
| 36           | Marion Motley        | FB                       | 1955                       | 1968              |
| 70           | Ernie Stautner       | DT                       | 1950–1963                  | 1969              |
| 16           | Len Dawson           | QB                       | 1957–1959                  | 1987              |
| 75           | „Mean“ Joe Greene    | DT                       | 1969–1981                  | 1987              |
| 35           | John Henry Johnson   | RB                       | 1960–1965                  | 1987              |
| 59           | Jack Ham             | LB                       | 1971–1982                  | 1988              |
| 47           | Mel Blount           | CB                       | 1970–1983                  | 1989              |
| 12           | Terry Bradshaw       | QB                       | 1970–1983                  | 1989              |
| 32           | Franco Harris        | RB                       | 1972–1983                  | 1990              |
| 58           | Jack Lambert         | LB                       | 1974–1984                  | 1990              |
| –            | Chuck Noll           | Head Coach               | 1969–1991                  | 1993              |
| 7            | Jim Finks            | QB                       | 1949–1955                  | 1995              |
| 52           | Mike Webster         | C                        | 1974–1988                  | 1997              |
| –            | Dan Rooney           | Besitzer, Präsident      | 1975–2017                  | 2000              |
| –            | Mike Munchak         | Assistenztrainer         | 2014–2018                  | 2001              |
| 88           | Lynn Swann           | WR                       | 1974–1982                  | 2001              |
| 82           | John Stallworth      | WR                       | 1974–1987                  | 2002              |
| 26           | Rod Woodson          | DB                       | 1987–1996                  | 2009              |
| –            | Russ Grimm           | Assistenztrainer         | 2001–2006                  | 2010              |
| –            | Dick LeBeau          | Assistenztrainer         | 1992–1996 2004–2014        | 2010              |
| 80           | Jack Butler          | CB                       | 1951–1959                  | 2012              |
| 63           | Dermontti Dawson     | C                        | 1988–2000                  | 2012              |
| 36           | Jerome Bettis        | RB                       | 1996–2005                  | 2015              |
| 21           | Tony Dungy           | S Assistenztrainer       | 1977–1978 1981–1988        | 2016              |
| 91           | Kevin Greene         | LB                       | 1993–1995                  | 2016              |
| –            | Bill Cowher          | Head Coach               | 1992–2006                  | 2021 1            |
| 43           | Troy Polamalu        | S                        | 2003–2014                  | 2021 1            |
| 31           | Donnie Shell         | S                        | 1974–1987                  | 2021 1            |
| 65, 66       | Alan Faneca          | G                        | 1998–2007                  | 2021              |
| –            | Bill Nunn            | Scout                    | 1970–2014                  | 2021              |

## Aktueller Kader
| Abkürzungen der Spieler-Positionen im American Football | Abkürzungen der Spieler-Positionen im American Football |
| ------------------------------------------------------- | --- |
| Offense                                                 | QB – Quarterback \| RB – Runningback \| FB – Fullback \| TE – Tight End \| E/WR – Wide Receiver \| T – Tackle \| G – Guard \| C – Center |
| Defense                                                 | DT – Defensive Tackle \| DE – Defensive End \| NT – Nose Tackle \| LB – Linebacker \| ILB – Inside Linebacker \| MLB – Middle Linebacker \| OLB – Outside Linebacker \| CB – Cornerback \| NB – Nickelback \| FS – Free Safety \| SS – Strong Safety |
| Special Teams                                           | K – Kicker \| P – Punter \| KS – Kicking Specialist \| KOS – Kickoff Specialist \| LS – Long Snapper \| RS – Return Specialist \| KOR/KR – Kick Returner \| PR – Punt Returner \| PP – Punt Protector                                                |

## Head Coaches
| #         | Reihenfolge der Trainer                                                         |
| Spiele    | Spiele als Trainer                                                              |
| S         | Siege                                                                           |
| N         | Niederlagen                                                                     |
| UE        | Unentschieden                                                                   |
| Gewonnen% | Siegquote                                                                       |
| *         | Ausschließlich bei den Pirates/Steagles/Card-Pitt/Steelers als Head Coach aktiv |

Stand: Saisonende  2024
| #                   | Name               | Zeitraum           | Regular Season     | Regular Season     | Regular Season     | Regular Season     | Regular Season     | Play-offs          | Play-offs          | Play-offs          | Erfolge/Auszeichnungen | Referenz           |
| #                   | Name               | Zeitraum           | Spiele             | S                  | N                  | UE                 | Gewonnen%          | Spiele             | S                  | N                  | Erfolge/Auszeichnungen | Referenz           |
| Pittsburgh Pirates  | Pittsburgh Pirates | Pittsburgh Pirates | Pittsburgh Pirates | Pittsburgh Pirates | Pittsburgh Pirates | Pittsburgh Pirates | Pittsburgh Pirates | Pittsburgh Pirates | Pittsburgh Pirates | Pittsburgh Pirates | Pittsburgh Pirates | Pittsburgh Pirates |
| ------------------- | ------------------ | ------------------ | ------------------ | ------------------ | ------------------ | ------------------ | ------------------ | ------------------ | ------------------ | ------------------ | --- | ------------------ |
| 1                   | Forrest Douds*     | 1933               | 11                 | 3                  | 6                  | 2                  | .333               | –                  | –                  | –                  | | [ 6 ]              |
| 2                   | Luby DiMeolo*      | 1934               | 12                 | 2                  | 10                 | 0                  | .167               | –                  | –                  | –                  | | [ 7 ]              |
| 3                   | Joe Bach*          | 1935–1936          | 24                 | 10                 | 14                 | 0                  | .416               | –                  | –                  | –                  | | [ 8 ]              |
| 4                   | John McNally*      | 1937–1939          | 25                 | 6                  | 19                 | 0                  | .240               | –                  | –                  | –                  | | [ 9 ]              |
| 5                   | Walt Kiesling*     | 1939               | 8                  | 1                  | 6                  | 1                  | .143               | –                  | –                  | –                  | | [ 10 ]             |
| Pittsburgh Steelers |                    |                    |                    |                    |                    |                    |                    |                    |                    |                    | |                    |
| –                   | Walt Kiesling*     | 1940–1942          | 26                 | 10                 | 13                 | 3                  | .435               | –                  | –                  | –                  | | [ 10 ]             |
| 6                   | Bert Bell          | 1941               | 2                  | 0                  | 2                  | 0                  | .000               | –                  | –                  | –                  | | [ 11 ]             |
| 7                   | Aldo Donelli       | 1941               | 5                  | 0                  | 5                  | 0                  | .000               | –                  | –                  | –                  | | [ 12 ]             |
| Steagles            |                    |                    |                    |                    |                    |                    |                    |                    |                    |                    | |                    |
| –                   | Walt Kiesling*     | 1943 2             | 10                 | 5                  | 4                  | 1                  | .556               | –                  | –                  | –                  | | [ 10 ]             |
| 8                   | Greasy Neale       | 1943 2             | 10                 | 5                  | 4                  | 1                  | .556               | –                  | –                  | –                  | [ 13 ] |                    |
| Card-Pitt           |                    |                    |                    |                    |                    |                    |                    |                    |                    |                    | |                    |
| –                   | Walt Kiesling*     | 1944 3             | 10                 | 0                  | 10                 | 0                  | .000               | –                  | –                  | –                  | | [ 10 ]             |
| 9                   | Phil Handler       | 1944 3             | 10                 | 0                  | 10                 | 0                  | .000               | –                  | –                  | –                  | [ 14 ] |                    |
| Pittsburgh Steelers |                    |                    |                    |                    |                    |                    |                    |                    |                    |                    | |                    |
| 10                  | Jim Leonard*       | 1945               | 10                 | 2                  | 8                  | 0                  | .200               | –                  | –                  | –                  | | [ 15 ]             |
| 11                  | Jock Sutherland    | 1946–1947          | 23                 | 13                 | 9                  | 1                  | .591               | 1                  | 0                  | 1                  | | [ 16 ]             |
| 12                  | John Michelosen*   | 1948–1951          | 48                 | 20                 | 26                 | 2                  | .435               | –                  | –                  | –                  | | [ 17 ]             |
| –                   | Joe Bach*          | 1952–1953          | 24                 | 11                 | 13                 | 0                  | .485               | –                  | –                  | –                  | | [ 8 ]              |
| –                   | Walt Kiesling* 4   | 1954–1956          | 36                 | 14                 | 22                 | 0                  | .388               | –                  | –                  | –                  | | [ 10 ]             |
| 13                  | Buddy Parker       | 1957–1964          | 104                | 51                 | 47                 | 6                  | .520               | –                  | –                  | –                  | | [ 18 ]             |
| 14                  | Mike Nixon         | 1965               | 14                 | 2                  | 12                 | 0                  | .143               | –                  | –                  | –                  | | [ 19 ]             |
| 15                  | Bill Austin        | 1966–1968          | 42                 | 11                 | 28                 | 3                  | .282               | –                  | –                  | –                  | | [ 20 ]             |
| 16                  | Chuck Noll*        | 1969–1991          | 342                | 193                | 148                | 1                  | .566               | 24                 | 16                 | 8                  | UPI AFC Trainer des Jahres (1972) Maxwell Football Club NFL Trainer des Jahres (1989) Super Bowl IX, X, XIII, XIV                     | [ 22 ]             |
| 17                  | Bill Cowher*       | 1992–2006          | 240                | 149                | 90                 | 1                  | .623               | 21                 | 12                 | 9                  | AP NFL Trainer des Jahres (1992) Sporting News NFL Trainer des Jahres (1992) Sporting News NFL Coach of the Year (2004) Super Bowl XL | [ 23 ]             |
| 18                  | Mike Tomlin*       | 2007–              | 292                | 183                | 107                | 2                  | .630               | 19                 | 8                  | 11                 | Motorola NFL Coach of the Year (2008) Super Bowl XLIII                                                                                | [ 25 ]             |

## Bilanzen und Rekorde
Pittsburgh Steelers/Zahlen und Rekorde stellt wichtige Rekorde bei den Steelers, die direkten Vergleiche mit den anderen American-Football-Teams und die Saisonbilanzen seit 1933 dar.